# Harriett Ephrussi-Taylor
Pour les articles homonymes, voir Ephrussi et Taylor.
Harriett Elizabeth Ephrussi-Taylor, née le 10 avril 1918 à Belmar, New Jersey et morte le 30 mars 1968 en France, est une généticienne, microbiologiste et éducatrice américaine, connue pour avoir initié et apporté des contributions cruciales dans les domaines de la transformation et de la recombinaison bactérienne.

## Biographie

### Jeunesse et formation

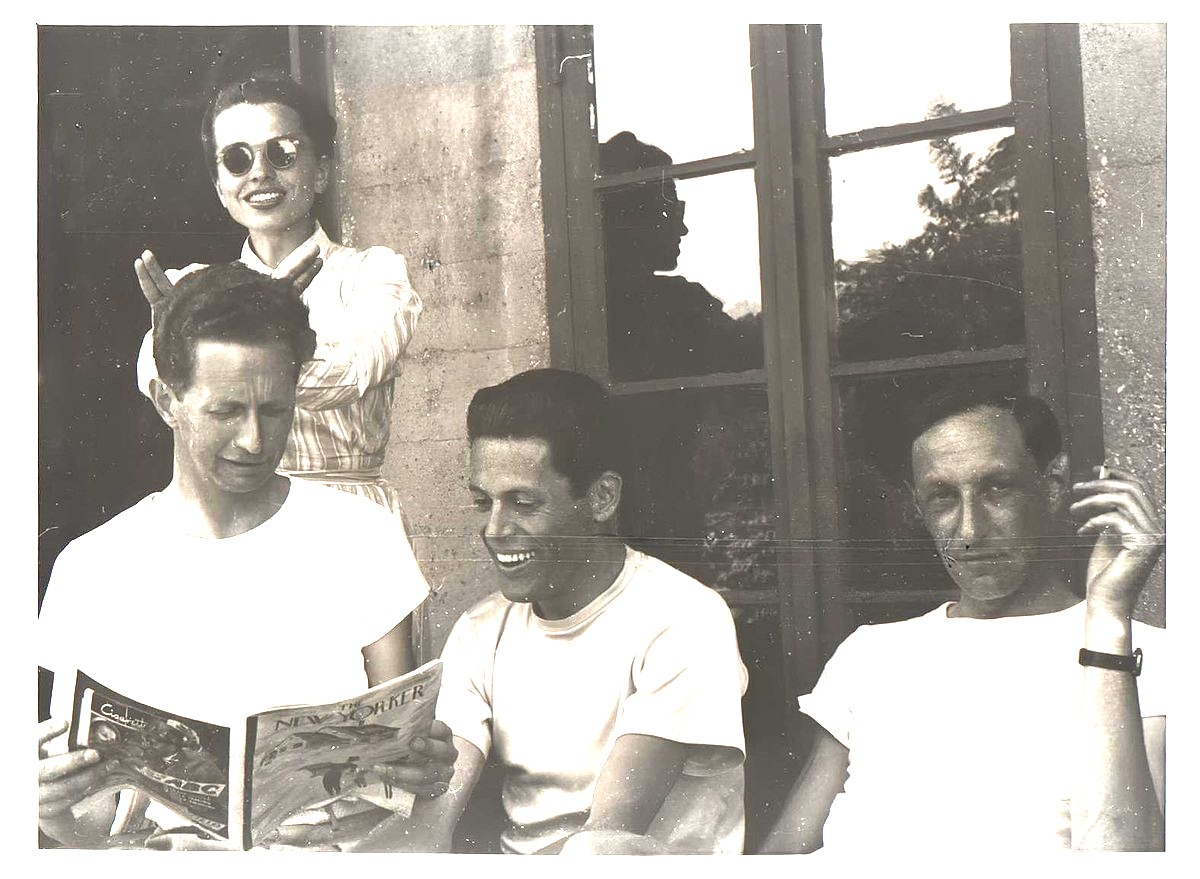
De gauche à droite : Harriet Taylor, André Lwoff (lisant un numéro du New Yorker), Jacques Monod et Boris Ephrussi lors d'un Symposium à Cold Spring Harbor (1946).

Harriett Taylor grandit et effectue toute sa scolarité à Washington. Ayant développé un vif intérêt pour les sciences naturelles, elle poursuit ses études de premier cycle au Radcliffe College de Cambridge, Massachusetts, qu'elle achève cum laude en 1938. Elle poursuit ses études à l'université de Californie à Los Angeles, où elle obtient un Master en zoologie 1942. En 1945, après trois années passées à étudier les mécanismes génétiques sous-tendant la cinétique de croissance des cultures de levures dans le laboratoire de LC Dunn à l'université Columbia de New York, elle obtient un PhD.

### Carrière scientifique
En 1945, elle rejoint le laboratoire d'Oswald Avery à l'Institut Rockefeller pour la recherche médicale, où elle constitue une collection de bactéries mutantes de Streptococcus pneumoniae (pneumocoques), déficientes dans leur capacité à synthétiser leur paroi. Elle montre que les phénotypes bactériens sont dus à des facteurs indépendants du génome bactérien et à des facteurs de transformation de l'ADN.

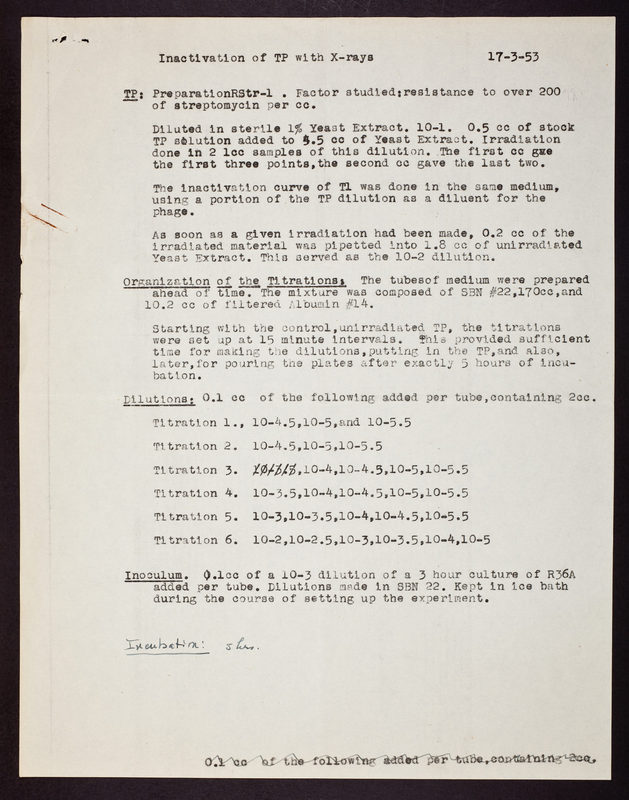
Protocole expérimental pour Inactiver le TP avec les rayons X, communiquée par Harriett Ephrussi-Taylor à James Watson.

En 1947, elle commence à travailler à Paris avec son futur mari Boris Ephrussi, avant de rejoindre le CNRS à Gif-sur-Yvette en 1952. De 1962 à 1967, le couple effectue 5 années de recherche à Cleveland.
Au printemps de 1968, quelques mois après son retour en France, elle meurt à cinquante ans victime d'une brève maladie, au sommet de sa carrière scientifique.

## Recherche

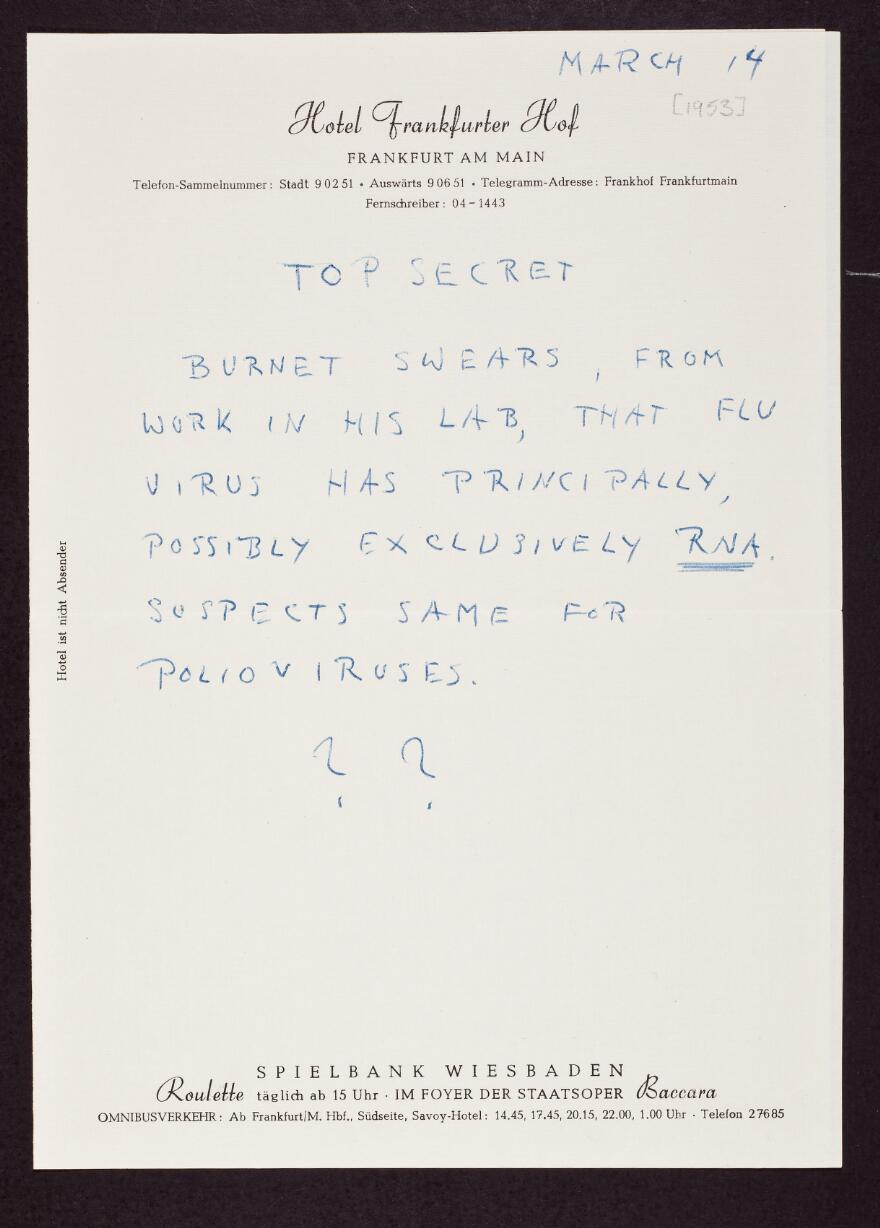
Note manuscrite confidentielle partageant la dernière découverte de Macfarlane Burnet : le virus de la grippe pourrait ne contenir que de l'ARN.

Les travaux d'Harriett Ephrussi-Taylor portent sur la transformation bactérienne au stade de la recombinaison de l'ADN, au cours de laquelle l'ADN de la bactérie donneuse s'insère dans le génome de la bactérie receveuse. Elle met au point des méthodes quantitatives et contribue aux travaux fondateurs de la compréhension des bases génétiques et moléculaires de la transformation, démontrant la dépendance de la transformation sur la taille de l'ADN transformant, et que des mutations peuvent être induites chimiquement dans l'ADN in vitro.
Hariett Ephrussi-Taylor a collaboré et souvent correspondu avec James Watson et Maurice Wilkins  pour élaborer des hypothèses scientifiques, partager des protocoles expérimentaux, discuter de l'interprétation des données et échanger les dernières découvertes d'autres chercheurs tels que Macfarlane Burnet.

## Vie privée
Son père est l'ingénieur pionnier des radars Albert H. Taylor. En 1949, Harriett épouse Boris Ephrussi, dont elle avait fait la connaissance 3 ans plus tôt, à l'été 1946 lors d'un important symposium intitulé : Heredity and Variation in Microorganisms au Cold Spring
Harbor Laboratory. Elle est la mère d'Anne Ephrussi, née en 1955, elle aussi biologiste.

## Honneurs et récompenses
En 1964, Ephrussi-Taylor est élue membre de l'Académie américaine des arts et des sciences.